# 基輔州州長
基輔州國家管理局局長（烏克蘭語：Голова Київської обласної державної адміністрації），通稱基辅州州长（羅馬化：Hubernator Kyivskoi oblasti），是乌克兰北部州份基辅州的國家州份行政長官。現任州長為米科拉·卡拉什尼克，其於2025年3月24日上任。官邸位于该国首都基辅，儘管基輔自己本身是一座具有特殊地位的城市，并不位于該州内，也不受基辅州国家行政局管辖。